# Ash Return
Ash Return ist eine deutsche Band aus Walsrode, die 2019 aus der Hardcore-Band Miozän hervorging und Hardcore mit traditionellem Heavy Metal mischt.

## Geschichte
2019 löste sich die Band Miozän auf, nachdem Sänger „Kuddel“ sie verlassen hatte. Die vier übrigen Mitglieder, „Kniffel“ (Gitarre), „Outso Loch“ (Gitarre), Frank Kurowski (Bass) und Gerrit Stünkel (Schlagzeug), gründeten daraufhin mit dem neuen Sänger Christoph „Johnny“ Süselbeck (ex-Gloryful) die Band Ash Return. Der Name ist an ein Lied der US-amerikanischen Melodic-Hardcore-Band Ignite angelehnt. 2020 erschien das Debütalbum The Sharp Blade of Integrity, das von Dan Swanö abgemischt wurde.

## Stil
Das Ox-Fanzine bezeichnete die Musik der Band als Metalcore im Wortsinne einer Symbiose aus dem Metal-Gesang von Sänger Johnny und der bewährten Hardcore-Musik des Rests der Band. Away from Life sieht in der Musik eine „problemlose“ Symbiose von Hardcore und Metal, bei der „konsequente Härte (…) auf catchy Melodien“ träfe, ergänzt um den abwechslungsreichen Gesang Süselbecks, der von „typischem HC-Gewettere bis in virtuose Bruce-Dickinson-Höhen“ reiche. Das Hellfire-Magazin befand, Ash Return verbänden mit „lockeren, schnellen Riffs, (…) treibender Rhythmus-Fraktion und erstaunlich passenden Clean Vocals (…) das Beste aus beiden musikalischen Welten der Bandmitglieder“. Traditioneller Metal habe einen großen Anteil an den Songs der Band. Metalogy.de sah „typische Beats, Gangshouts, Breakdowns, Growls und unbändige Energie“ als Elemente des Hardcore sowie „Gitarrenleads a la Iron Maiden, variable Metal-typische Vocals und melodiöse Eingängigkeit“ als Elemente klassischen Metals.
Die Band selbst lehnt die Bezeichnung „Metalcore“ ab, da der Begriff für ein modernes Verständnis von Fusionsmusik stünde, die Mitglieder der Band aber mit traditionellem Metal aufgewachsen seien und diesen in ihre Hardcore-Basis einfließen ließen. In einer Stellenausschreibung für den vakanten Posten des Sängers bezeichnete die Band den anvisierten Musikstil als Mischung aus Ignite, Madball und Iron Maiden. Die Band sieht sich politisch als „durchgehend links, antifaschistisch und antirassistisch“, Sänger Süselbeck, der für einen Großteil der Texte verantwortlich zeichnet, vermeidet darin aber politische Aussagen, da ihm Musik im Gegensatz zu Politik eine „Herzensangelegenheit“ sei.

## Diskografie
- 2020: The Sharp Blade of Integrity (Swell Creek Records)